# 한 번만 봐 주세요
"한번만 봐주세요"는 한국에서 제작된 김화랑 감독의 1958년 영화이다. 양훈 등이 주연으로 출연하였고 임화수 등이 제작에 참여하였다.

## 출연

### 주연
- 양훈
- 양석천
- 구봉서
- 김희갑

## 기타
- 조명: 고해진
- 녹음: 이경순
- 미술: 임명선